# Troskovice
Troskovice település Csehországban, Semilyi járásban. Troskovice Mladějov, Ktová, Vyskeř, Hrubá Skála, Újezd pod Troskami és Libošovice településekkel határos. Lakosainak száma 82 fő (2024. január 1.).

## Népesség
A település lakosságának változását az alábbi diagram mutatja:
| Lakosok száma | 650  | 632  | 516  | 325  | 197  | 100  | 103  | 93   | 97   | 82   |
|               | 1869 | 1900 | 1921 | 1961 | 1980 | 2011 | 2016 | 2019 | 2021 | 2024 |